# Kazimiera Mularczyk-Głębocka
Kazimiera Mularczyk-Głębocka (ur. 18 grudnia 1889 we Wrześni, zm. 7 kwietnia 1981 w Poznaniu) – uczestniczka strajku dzieci wrzesińskich.

## Życiorys
Uczestniczyła w strajku szkolnym we Wrześni w 1901. W roku szkolnym 1901/1902 uczęszczała do II klasy Katolickiej Szkoły Ludowej (niem. Katolische Volksschule). Należała do uczniów najdłużej trwających w oporze, kontynuowała walkę aż do 1904. Karą za jej postawę było przedłużenie nauki w szkole o półtora roku. Po ukończeniu szkoły rozpoczęła naukę w zawodzie krawieckim. Jako krawcowa świadczyła usługi głównie licznej rodzinie. Występowała w chórze kościelnym w Kaczanowie. W 25. rocznicę strajku otrzymała dyplom uznania, a w 1930 Srebrny Krzyż Zasługi. Uczestniczyła w uroczystych obchodach 25- i 60-lecia strajku. Wspólnie z Walentyną z Klimasów Wyrwasową odsłoniła 31 maja 1975 Pomnik Dzieci Wrzesińskich we Wrześni.
Zmarła 7 kwietnia 1981 w Poznaniu. Została pochowana 17 kwietnia 1981 na cmentarzu Junikowo w Poznaniu.

## Życie osobiste
W 1915 zawarła związek małżeński z Tomaszem Głębockim, przyszłym powstańcem wielkopolskim. Miała trzy córki: Irenę (ur. 1918), Janinę (ur. 1920) i Halinę (ur. 1922).

## Odznaczenia
- Srebrny Krzyż Zasługi (1930)